# Ascheberg (Coesfeld)
Ascheberg is een plaats en gemeente in de Duitse deelstaat Noordrijn-Westfalen, gelegen in de Kreis Coesfeld. Ascheberg telt 15.580 inwoners (31 december 2020) op een oppervlakte van 108,32 km².

## Indeling van de gemeente
Het oorspronkelijke dorp Ascheberg (dat wil zeggen zonder Herbern) bestond traditioneel uit een aantal kernen. Naast de twee dorpskernen, Ascheberg en Davensberg, wordt het merendeel van de oppervlakte gevormd door de zogenaamde Bauerschaften, groepen van vijf tot tien boerderijen. Ascheberg kent vier Bauerschaften: de Nordbauerschaft, de Osterbauerschaft, de Westerbauerschaft en de Hegemer of Lütke Bauerschaft (ten zuiden van het dorp).

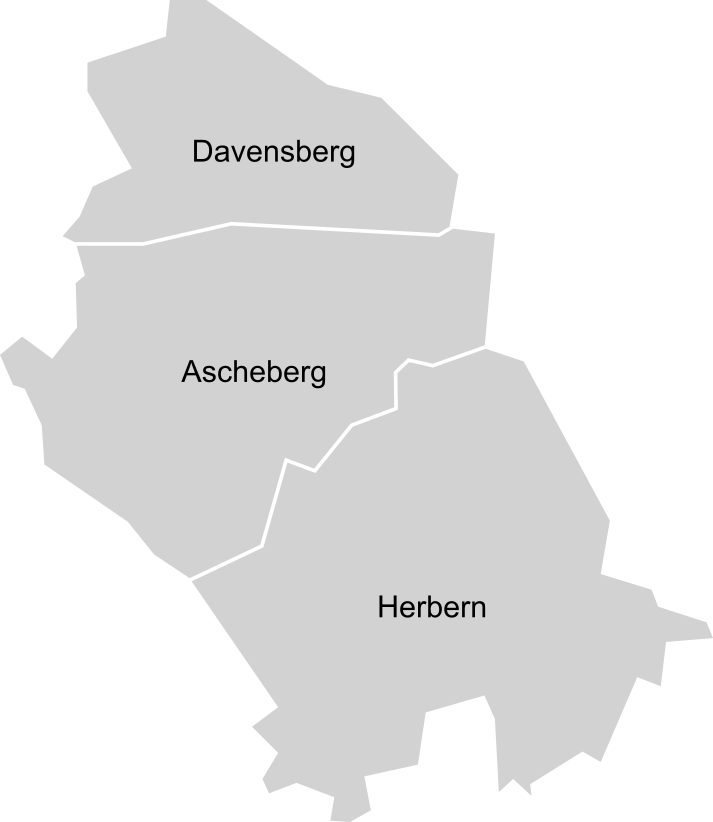
Ligging  van de  Ortsteile

De gemeente Ascheberg bestaat uit de kernen Ascheberg, Herbern (tot 1975 een zelfstandige gemeente) en Davensberg. De oude Saksische naam van Ascheberg is Askarberge, hetgeen 'nederzetting (berg/burg) omgeven door essen' betekent.

## Verkeer
Ascheberg bezit een afrit (nr. 37) aan de Autobahn A1 dicht bij het dorp. In het dorp loopt de Bundesstraße 58 van deze afrit westwaarts tot aan Straelen nabij Venlo. Ook de Bundesstraße 54 loopt door de gemeente (door Herbern).
Ascheberg en Davensberg hebben stations aan de spoorlijn Lünen - Münster. Ieder uur stopt er een stoptrein in beide richtingen.

## Geschiedenis
Ascheberg en Herbern  worden voor het eerst vermeld kort voor 900, als de namen voorkomen in het belastingregister van de abdij Werden aan de Ruhr. Er woonden op dat moment acht belastingplichtige personen in Ascheberg, t.w. Wreckio, Heribrath, Winad, Abbo, Dudo, Landrad, Wardger en Lihtico.
In de eerste helft van de 17e eeuw werden te Davensberg ten minste 25 mensen na heksenprocessen wegens vermeende hekserij ter dood gebracht. De nog bestaande  ronde toren, restant van kasteel Davensberg, is de locatie waar deze heksenprocessen plaatsvonden. De kerker, waar de beschuldigden gevangen werden gehouden, is er nog aanwezig.
Met name Herbern had veel te lijden van oorlogsgeweld tijdens de Dertigjarige Oorlog (1618-1648) en van pestepidemieën in de 17e eeuw.

## Bezienswaardigheden, toerisme e.d.

### Kastelen e.d.
- Schloss Westerwinkel in Herbern werd tussen 1663 en 1668 op de plaats van een voormalige burcht gebouwd. Het is een van de eerste barokke waterburchten van Westfalen. Eromheen ligt een in de Engelse landschapsstijl aangelegd  park. De tuinen zijn vrij toegankelijk. Naast het kasteel ligt een golfterrein. Het kasteel heeft ook een (exclusief) restaurant. Via de Verkehrsverein (het toeristisch bureau) van de stad Münster kunnen groepen, die uit precies 8 personen moeten bestaan, (geruime tijd  tevoren) een bezichtiging van het (kunsthistorisch belangrijke) kasteel aanvragen.
- Haus Itlingen stamt in zijn kern uit het jaar 1692. De beroemde architect Johann Conrad Schlaun vormde het in 1755 om tot een barok ensemble in hoefijzervorm. Het kasteel huisvest een stoeterij en is niet voor bezichtiging geopend. Hier zijn enige Duitse speelfilms opgenomen, waarin paarden een belangrijke rol spelen.
- In het Ortsteil Davensberg bevinden zich de havezaten Haus Byink (bouwjaar 1558) en Haus Romberg (bouwjaar 1503). Beide zijn niet voor bezoekers geopend.
- Eveneens in Davensberg staat nog de ronde kasteeltoren van de voormalige Burg Davensberg. De toren herbergt een klein dorpsmuseum.

### Kerkgebouwen
- In Ascheberg staat de op de plaats van een parochiekerkje uit 1022 in 1524 gebouwde rooms-katholieke Sint-Lambertuskerk. Het koor van deze laatgotische hallenkerk werd in 1737 naar een ontwerp van Johann Conrad Schlaun gebouwd. De kerk bevat een bezienswaardig doopvont uit de 16e eeuw.
- In Herbern staat de drieschepige laatgotische rooms-katholieke Sint-Benedictuskerk, gebouwd op de plaats van een parochiekerkje uit 1188.
- In Davensberg staat de laatgotische rooms-katholieke Sint-Annakerk (gebouwd tussen 1497 en 1510), opgetrokken uit baksteen.
- In Ascheberg staat de in 1950 gebouwde houten, door een gift uit de Verenigde Staten gefinancierde, evangelisch-lutherse Gnadenkirche (Genadekerk). Architect was Otto Bartning.  Deze moderne kerk staat onder monumentenzorg.

### Overig
- Ascheberg ligt in het Münsterland, dus ligt de gemeente aan diverse langeafstandfietsroutes.
- Laatste weekend van juli: Jacobi-kermis, de grootste kermis in de verre omtrek.

## Belangrijke personen in relatie tot de gemeente

### Overleden
- Fritz Ligges (* 29 juli 1938 in Asseln; † 21 mei 1996 in Herbern) succesvol Duits springruiter, later paardensporttrainer

## Partnergemeentes
- Rheinsberg (Deelstaat Brandenburg). Duitsland, voormalige DDR
- Buggiano (Italië)

## Afbeeldingen

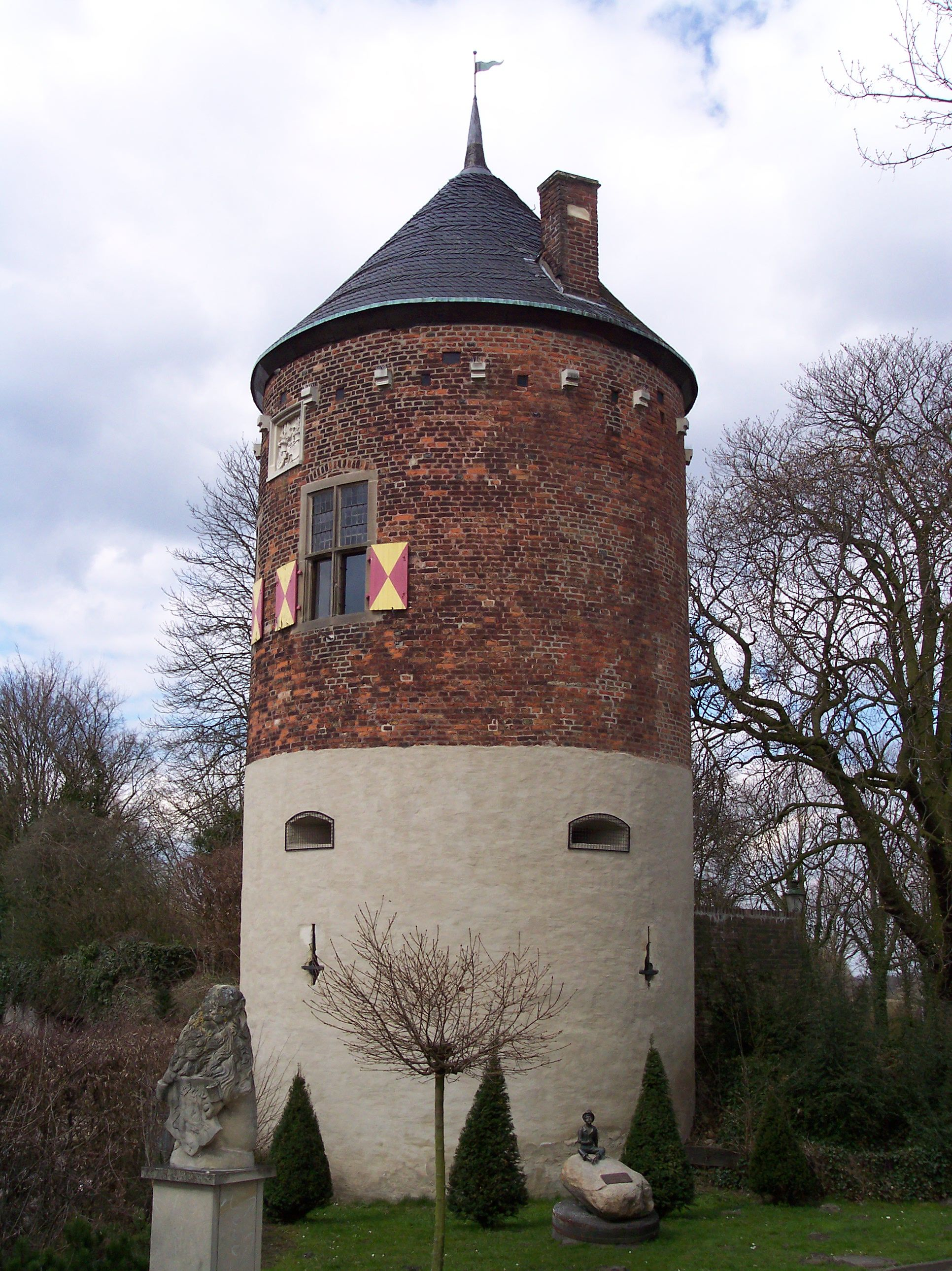
Ronde toren, restant van kasteel Davensberg
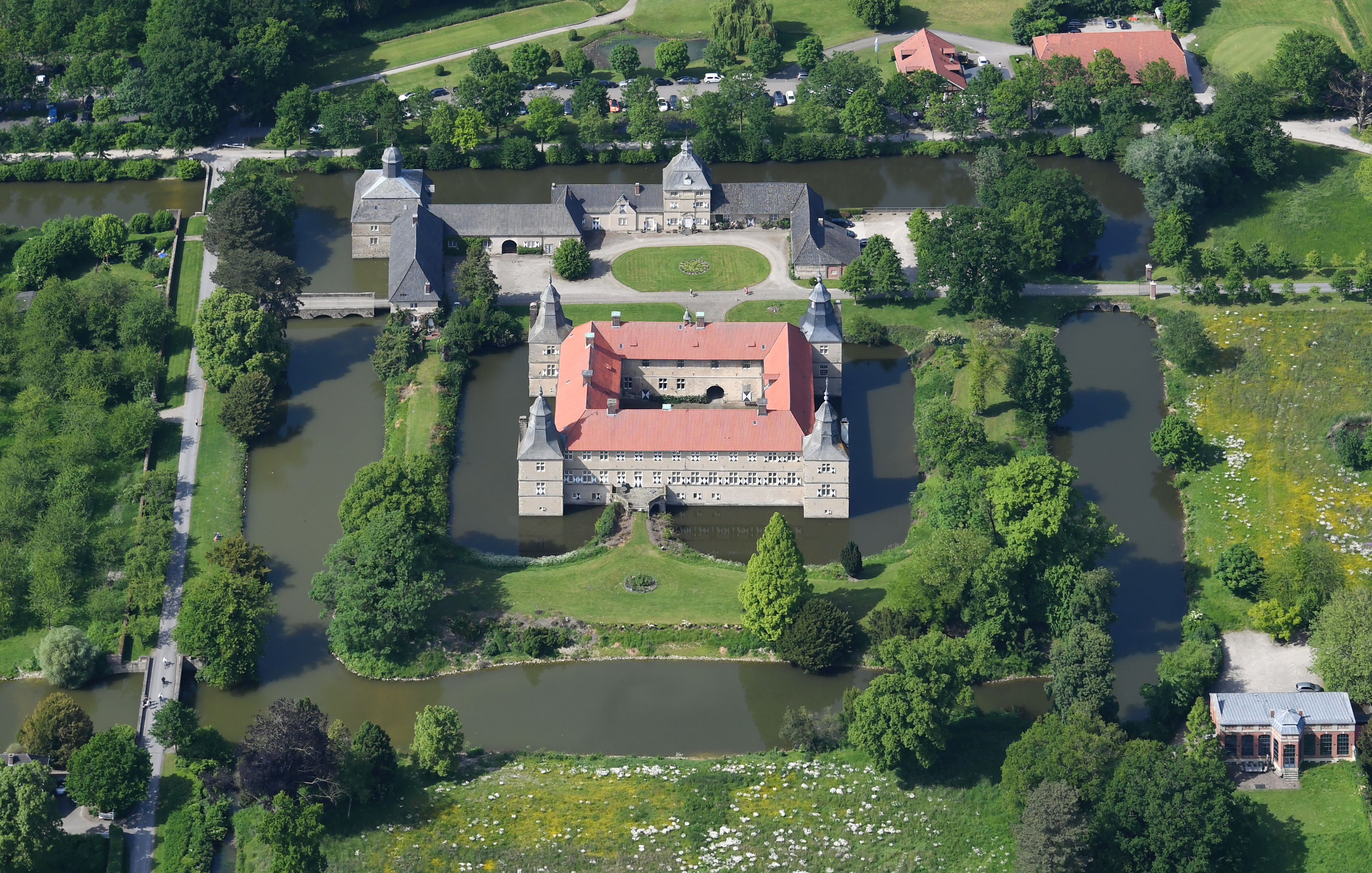
Kasteel Westerwinkel
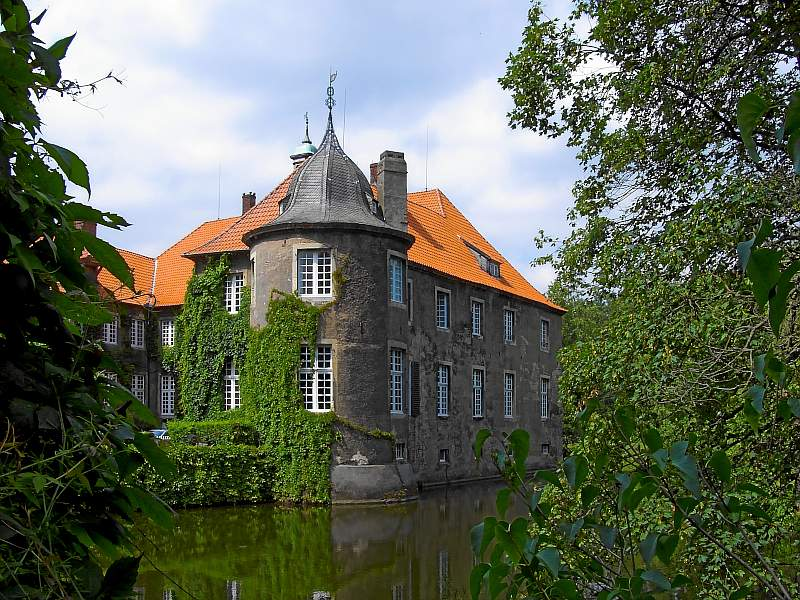
Schloss (Haus) Itlingen
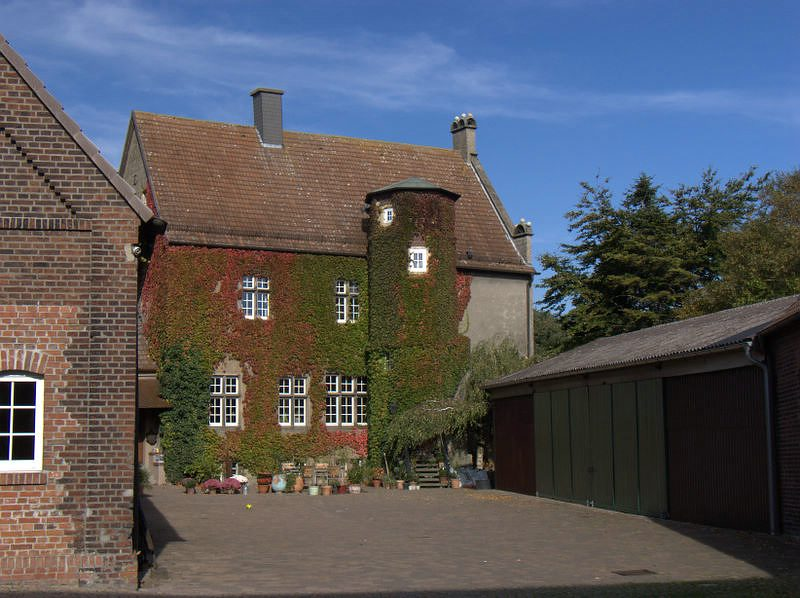
Haus Romberg
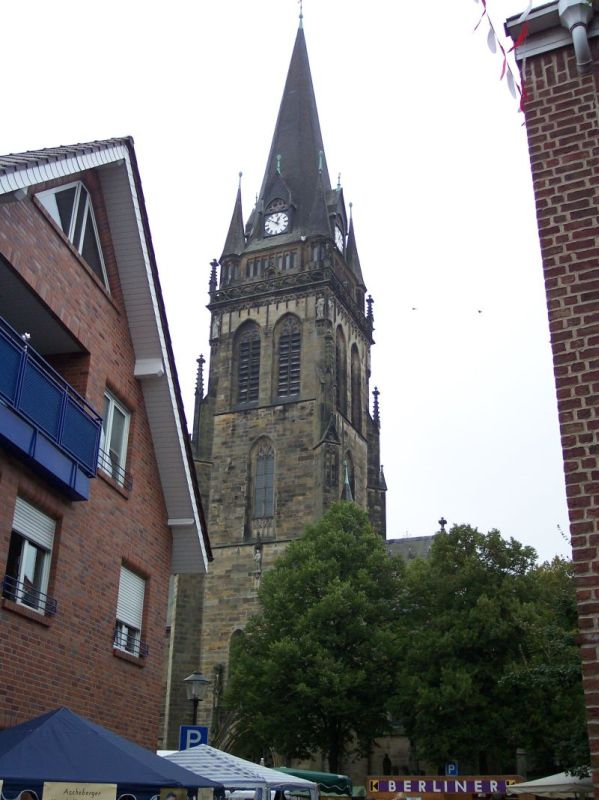
St.-Lambertuskerk
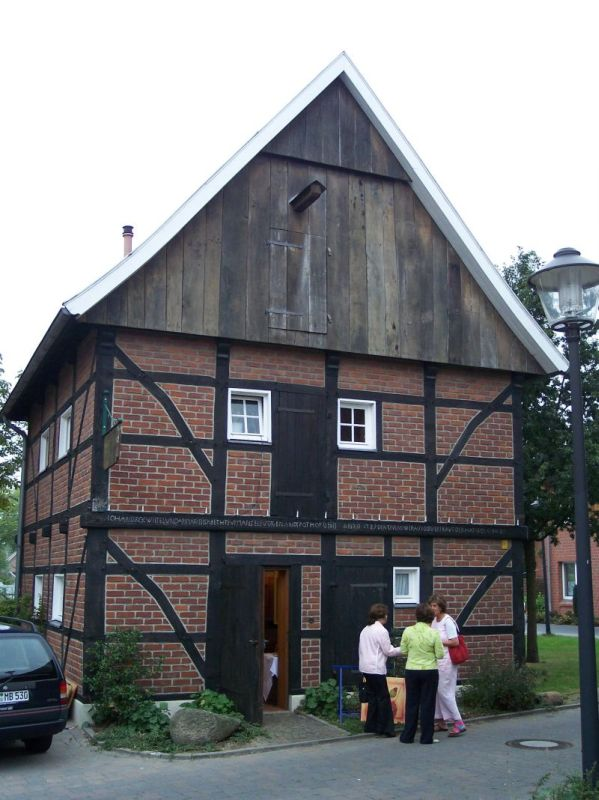
Ascheberg, gebouw Spieker

Ascheberg · Billerbeck · Coesfeld · Dülmen · Havixbeck · Lüdinghausen · Nordkirchen · Nottuln · Olfen · Rosendahl · Senden